# Småtjärnarna (Bodums socken, Ångermanland, 709433-153084)
Småtjärnarna är en sjö i Strömsunds kommun i Ångermanland och ingår i Ångermanälvens huvudavrinningsområde.